# Giải bóng đá vô địch quốc gia Guam 1998
Thống kê của Giải bóng đá vô địch quốc gia Guam mùa giải 1998.

## Tổng quan
Anderson Soccer Club giành chức vô địch.